# Megaceras inflatum
Megaceras inflatum är en skalbaggsart som beskrevs av Heinrich Bernward Prell 1934. Megaceras inflatum ingår i släktet Megaceras och familjen Dynastidae. Inga underarter finns listade i Catalogue of Life.